# Municipio de Middleton (condado de Wood)
El municipio de Middleton (en inglés: Middleton Township) es un municipio ubicado en el condado de Wood en el estado estadounidense de Ohio. En el año 2010 tenía una población de 4454 habitantes y una densidad poblacional de 53,15 personas por km².

## Geografía
El municipio de Middleton se encuentra ubicado en las coordenadas 41°27′59″N 83°40′4″O / 41.46639, -83.66778. Según la Oficina del Censo de los Estados Unidos, el municipio tiene una superficie total de 83.8 km², de la cual 82,95 km² corresponden a tierra firme y (1,01 %) 0,84 km² es agua.

## Demografía
Según el censo de 2010, había 4454 personas residiendo en el municipio de Middleton. La densidad de población era de 53,15 hab./km². De los 4454 habitantes, el municipio de Middleton estaba compuesto por el 95,82 % blancos, el 0,56 % eran afroamericanos, el 0,13 % eran amerindios, el 1,21 % eran asiáticos, el 0,9 % eran de otras razas y el 1,37 % eran de una mezcla de razas. Del total de la población el 3,57 % eran hispanos o latinos de cualquier raza.